# Ørum Kirke (Skive Kommune)
 For alternative betydninger, se Ørum Kirke. (Se også artikler, som begynder med Ørum Kirke)
Ørum Kirke er en kirke i Nørre Ørum i Ørum Sogn i det tidligere Fjends Herred, Viborg Amt, nu Skive Kommune, Region Midtjylland.
Kirken ligger på en høj ud til de lave strandenge ved Hjarbæk Fjord, hvor der i middelalderen var havn og anløb af handelsskibe, men havnen måtte opgives, da vandstanden faldt.
Kor og skib er opført i romansk tid af granitkvadre over skråkantsokkel. Begge de retkantede døre er bevaret, syddøren er i brug og norddøren er tilmuret. I korets østgavl ses et tilmuret vindue, og i skibets nordmur ses et oprindeligt vindue i brug.
I skibets sydøsthjørne er indsat en skakbrætsten med 7 vandrette og 11 lodrette rækker.
Tårnet er opført i sengotisk tid, og våbenhuset er opført i 1894. I tårnets sokkel er indmuret korbuens kragbånd. Korets murværk blev omsat i 1892. Kirken blev hovedistandsat i 1957. Kor og skib har flade bjælkelofter. Korbuen er noget udvidet. Altertavlen fra begyndelsen af 1600-tallet bærer våben for Hans Juel og Birthe Rosenkrantz, og i felterne ses oprindelige manieristiske malerier. Et altertavlemaleri af N. Skov fra 1858 er ophængt i kirken. Prædikestolen svarer til altertavlen og bærer samme våben, på hjørnerne ses dydehermer. De øverste stolegavle bærer våben for Erik Vesteni og Sophie Beck, desuden ses en stolegavl med portræt af Hans Juel og en stolegavl med et barneportræt.
Stoleværkets paneler og døre har pietistiske allegori-malerier fra 1700-tallet.
Den romanske døbefont af granit har glat kumme med afsluttende skråkant forneden og et kort skaft som overgang til den kapitælformede fod.
- Altertavlen
- Kirkerummet set mod øst
- Skibets sydmur med skakbrætstenen
- Pietistiske malerier på paneler og stolegavle
- Døbefont